# Henrik L’Abée-Lund
Henrik L’Abée-Lund, född den 26 mars 1986, är en norsk skidskytt. 
Vid junior-VM 2007 blev L’Abée‑Lund bronsmedaljör i sprint.
I sin världscupdebut den 4 februari 2011 i sprintloppet i nordamerikanska Presque Isle, kom L’Abée‑Lund på sjuttonde plats. Två dagar senare tog han sin första individuella topp tio‐placering när han körde upp sig till tionde plats i jaktstarten. Hans bästa individuella världscupresultat är en tredjeplats från sprintloppet i Sotji den 9 mars 2013. Vid världsmästerskapen i Nové Město 2013 tog L’Abée‑Lund sin första medalj som senior när han körde andrasträckan i det norska guldstafettlaget.